# Steinzeitdorf Kussow

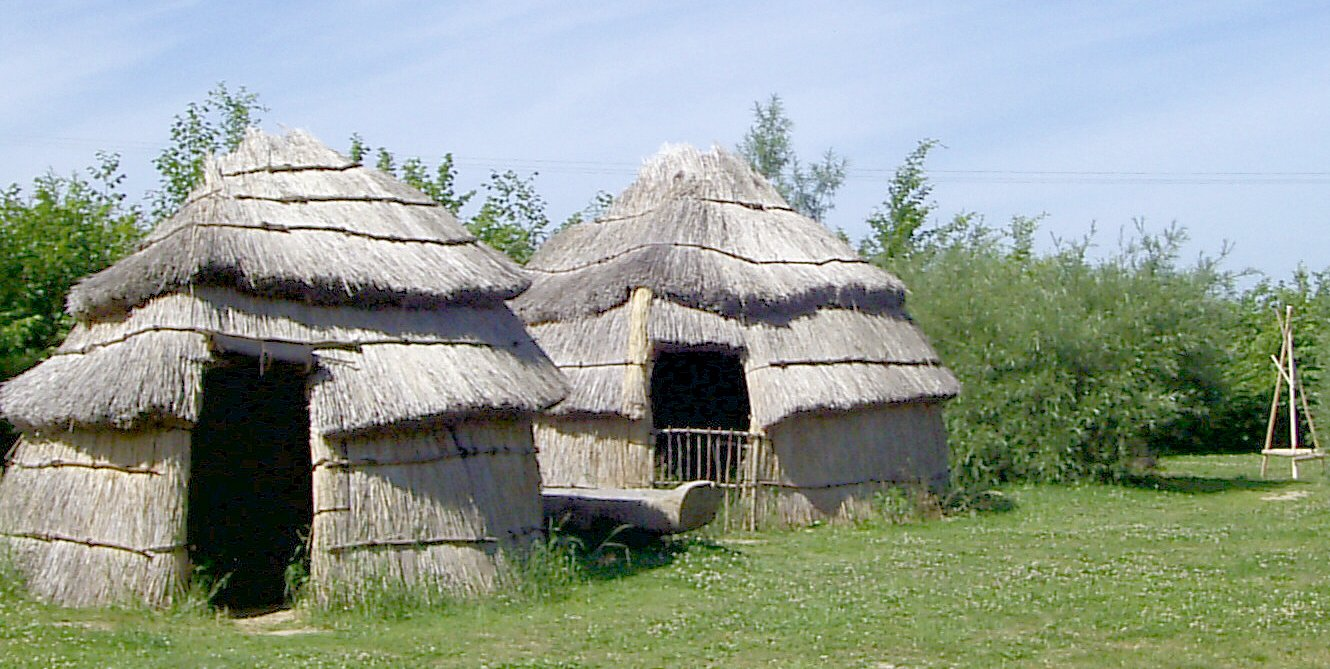
Teilansicht

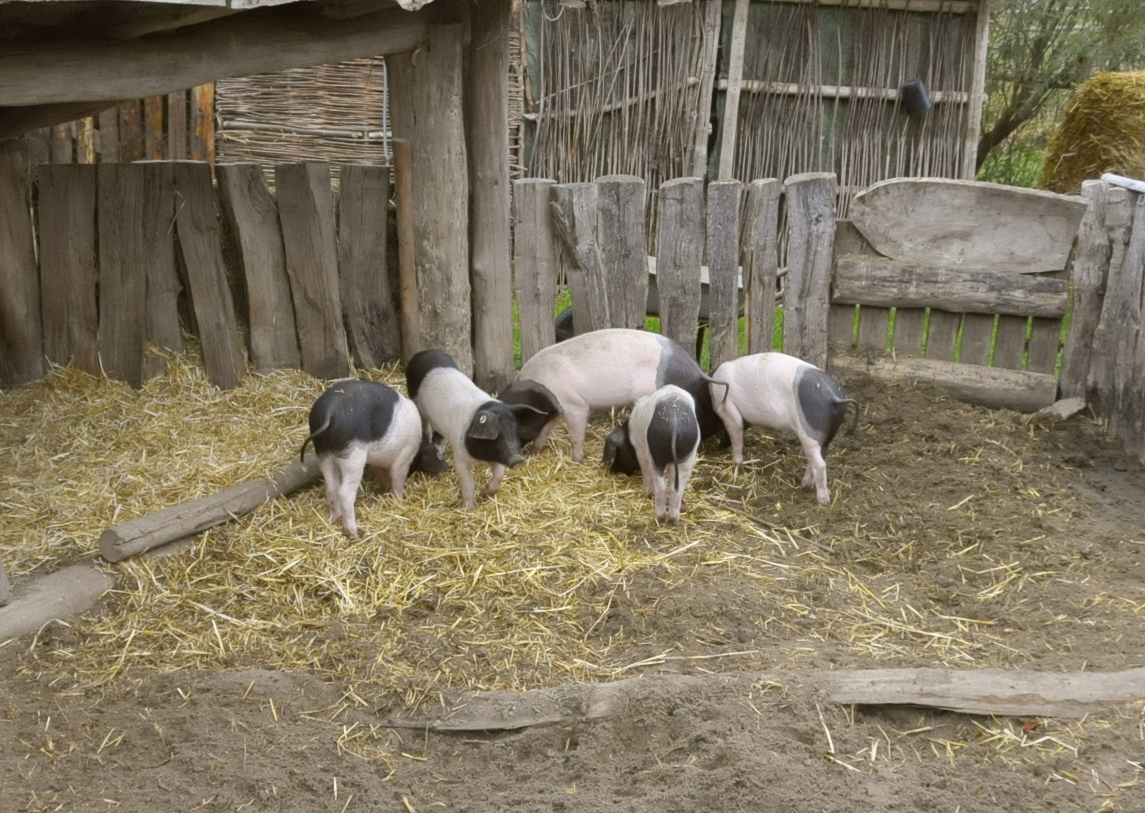
Angler Sattelschweine

Das Steinzeitdorf Kussow ist ein zwischen 1996 und 1998 entstandenes Freilicht-Museum im Damshagener Ortsteil Kussow im Landkreis Nordwestmecklenburg, Mecklenburg-Vorpommern, Deutschland.
In der schon seit der Jungsteinzeit bekannten, landwirtschaftlich ertragreichen Gegend des Klützer Winkels werden Hausmodelle, die nach Grundrissen archäologischer Befunde aus Flögeln und Wittenwater rekonstruiert wurden, sowie steinzeitliche Werkzeuge gezeigt. Des Weiteren kann man hier verschiedene Kräuter und Kulturpflanzen in einem Pflanzgarten sehen. Auch einige Exemplare des Angler Sattelschweins werden gehalten.